# Hans Waldmann
Hans Waldmann (Braunschweig, 24 de setembro de 1922 — Schwarzenbek, 18 de março de 1945) foi um oficial alemão que serviu durante a Segunda Guerra Mundial. Foi condecorado com a Cruz de Cavaleiro da Cruz de Ferro.

## Condecorações
- Cruz de Ferro (1939)
  - 2ª classe (25 de setembro de 1942)[2]
  - 1ª classe (11 de novembro de 1942)[3]
- Distintivo de Voo do Fronte da Luftwaffe para Pilotos de Caça em Ouro (1 de fevereiro de 1943)[3]
- Troféu de Honra da Luftwaffe (15 de março de 1943) como Unteroffizier e piloto[4][Nota 1]
- Cruz Germânica em Ouro (17 de abril de 1943) como Unteroffizier no 6./JG 52[6]
- Cruz de Cavaleiro da Cruz de Ferro (5 de fevereiro de 1944) como Feldwebel e piloto no 6./JG 52[7][8][9]